# Телевизионный канал (СМИ)
Телевизио́нный кана́л (или телеканал) — сформированная в соответствии с сеткой вещания и выходящая в свет (эфир) под постоянным наименованием и с установленной периодичностью совокупность телепрограмм и (или), соответственно, иных аудиовизуальных, звуковых сообщений и материалов.
Другое возможное определение телевизионного канала — «сигнальный поток из транслируемых согласно предварительно составленному расписанию видеопрограмм».

## Методы передачи на расстояние
Для передачи телеканала на расстояние его изображение и звук преобразуются в электрический сигнал. Два традиционных метода передачи этого сигнала конечному пользователю (зрителю): радиоэфир (при помощи радиоволн; это так называемое эфирное телевидение, для приёма нужна антенна) и по кабелю (при помощи электрических колебаний; это так называемое кабельное телевидение). Для трансляции одного аналогового телеканала требуется полоса радиочастот шириной 6 (в США) или 7 МГц (в Европе). Эта выделяемая какому-то отдельному телеканалу полоса радиочастот тоже называется телевизионным каналом (см. статью «Телевизионный канал (полоса радиочастот)»), что может вызвать путаницу.
В настоящее время получает всё большее распространение цифровое телевидение. При этой технологии аудио- и видеосигнал оцифровывается, и к нему применяется метод математической компрессии. Результирующий цифровой сигнал становится в несколько раз меньшим исходного по объёму данных, поэтому по полосе частот, рассчитанной всего на один аналоговый телеканал, становится возможным передавать сразу несколько цифровых телеканалов.

## Терминология
Также телеканалы называют телевизионными программами. При такой терминологии нет путаницы с радиочастотными каналами, но возникает путаница с телевизионными передачами.
Кроме того, телеканалом в некоторых источниках могут называть компанию или группу компаний, которые этот телеканал создают.

## В законодательствах разных стран

### В России
С 2011 года, после принятия изменений статьи 2 в Федеральный закон РФ № 2124-1 «О средствах массовой информации» от 27 декабря 1991 г. телеканал считается средством массовой информации. Также средствами массовой информации считаются отдельные телепрограммы (то есть передачи, выходящие на каком-то телеканале с установленной периодичностью и под постоянным названием).

### В Казахстане

#### Архив
Все районы Кокшетауской области, Кустанайской области и другие.

## Типы телеканалов
Телеканалы бывают:
- по охвату вещания:
  - общегосударственные (федеральные), региональные и международные;
- по наполнению:
  - универсальные и тематические[10] (информационные, музыкальные, спортивные, фильмовые и сериальные, развлекательные в широком смысле, детские, телемагазины и так далее);
- по способу передачи на расстояние:
  - эфирные, кабельные, спутниковые[10] и онлайновые (интернет-каналы: онлайн и интерактивное ТВ);
- по типу передаваемого сигнала:
  - аналоговые и цифровые;
- по доступности:
  - платные и бесплатные.